# İlhan Usmanbaş
İlhan Usmanbaş   (Istanbul, 23 d'octubre de 1921 - Istanbul, 30 de gener de 2025) fou un compositor i pedagog turc.

## Biografia
Usmanbaş, que va començar a tocar el violoncel pel seu compte als dotze anys, es va graduar a l'escola secundària a Ayvalık i va continuar els seus estudis musicals amb Seyfettin Asal durant els seus anys d'estudiant a l'escola secundària de Galatasaray, a la qual va ingressar el 1936. Després de graduar-se de secundària el 1941, va començar a estudiar a la Facultat de Lletres d'Istanbul i al Conservatori Municipal. Va seguir l'harmonia de Cemal Reşit Rey i les lliçons de violoncel de Seyfettin Asal, i el 1942 es va traslladar al Departament de Composició del Conservatori Estatal d'Ankara i va estudiar harmonia, contrapunt i composició amb Hasan Ferit Alnar, composició amb Ahmet Adnan Saygun, David Zirkin, i piano i composició amb Ulvi Cemal Erkin. Es va graduar al període avançat del Conservatori Estatal d'Ankara el 1948. El mateix any es va casar amb la soprano Atıfet Usmanbaş (1923-2022).
La primera obra orquestral que va escriure quan encara era estudiant va ser "Küçük Gece müziği" (1946), inspirada en Mozart. També el mateix any, veiem a Usmanbaş amb noves activitats: va començar a veure els escrits i llibres de Sartre i Leibowitz en francès, va descobrir l'òpera Wozzeck d'Alban Berg a la biblioteca i va començar a estudiar i interpretar les obres d'altres compositors contemporanis, juntament amb Bülent Arel. Va ser durant aquests anys quan va començar la seva amistat amb Ertuğrul Oğuz Fırat, un dels joves compositors que no era estudiant de conservatori.
El 1952 va marxar als Estats Units d'Amèrica a través de l'Organització de les Nacions Unides per a l'Educació, la Ciència i la Cultura (UNESCO), i el mateix any, es va unir als fundadors de l'Associació Helikon a Ankara. El 1956 va ensenyar història de la música al Conservatori Estatal d'Ankara. Va tornar als Estats Units d'Amèrica amb una beca Rockefeller el 1957-58 i va tenir l'oportunitat de conèixer molts compositors.
Després de 1960, el compositor va començar a allunyar-se de l'"escriptura en sèrie" i va recórrer a noves tècniques. La seva aventura compositiva seguia generalment la línia següent:
Fins al 1948 hi influeixen Hindemith, Bartok, Stravinsky, Rey.

Entre 1950 i 1960, les tècniques en sèrie i les seves aplicacions originals.

Recerca original post serial des de 1960 fins a l'actualitat; aleo tórica (aleatoria), polifonia lliure, collage, aplicacions mínimes, mono rítmica, valors lliures òptico-gràfic, micra modalitat.
Usmanbaş va publicar llibres i traduccions, i va escriure actes i articles del congrés durant els seus llargs anys com a professor de composició a Turquia. Entre els principals:
Gèneres i formes de la música (traducció d'André Hodeir),

A Brief History of World Music (Traducció de Curt Sachs)

Gèneres a la música.
Va rebre el títol d'Artista estatal l'any 1971. El 1993, va rebre la Medalla d'Or del Premi d'Honor Sevda - Cenap And Music Foundation. La història de la seva vida va ser compilada en un llibre per Evin İlyasoğlu sota el títol Bağdar a la recerca del nou│ İlhan USMANBAŞ. El llibre es va publicar entre les publicacions de la mateixa fundació.
La col·lecció de partitures de les obres d'İlhan Usmanbaş es troba a la documentació Sevda - Cenap And Music Foundation.

## Premis
- 1954 - Fromm Music Award (EUA), amb String Quartet[3]
- 1958 - Premi Koussevitzky (EUA)
- 1967 - Premi Wieniawski (Polònia)[4]
- 1969 - Premi de Música de Ballet (Suïssa)
- 1971 - Títol d'artista estatal de la República de Turquia,[5]
- 1993 - Sevda - Premi d'Honor de la Fundació Cenap i de la Música Medalla d'or[6]
- 2000 - Títol de doctorat honorari de la Universitat de Boğaziçi[7]
- 2004 - Premi a la trajectòria del Festival de Música d'Istanbul[8]
- 2014 - Títol de doctorat honorari de la Universitat de Hacettepe.[9]